# Anguela Belous
Anguela Belous (ukr. Ангела Белоус) – ukraińska zapaśniczka walcząca w stylu wolnym
Zajęła czwarte miejsce na mistrzostwach świata w 1994 i 1995. Srebrna medalistka mistrzostw Europy w 1993. Mistrzyni Europy juniorów w 1995 roku.